# Pfarrkirche Trins

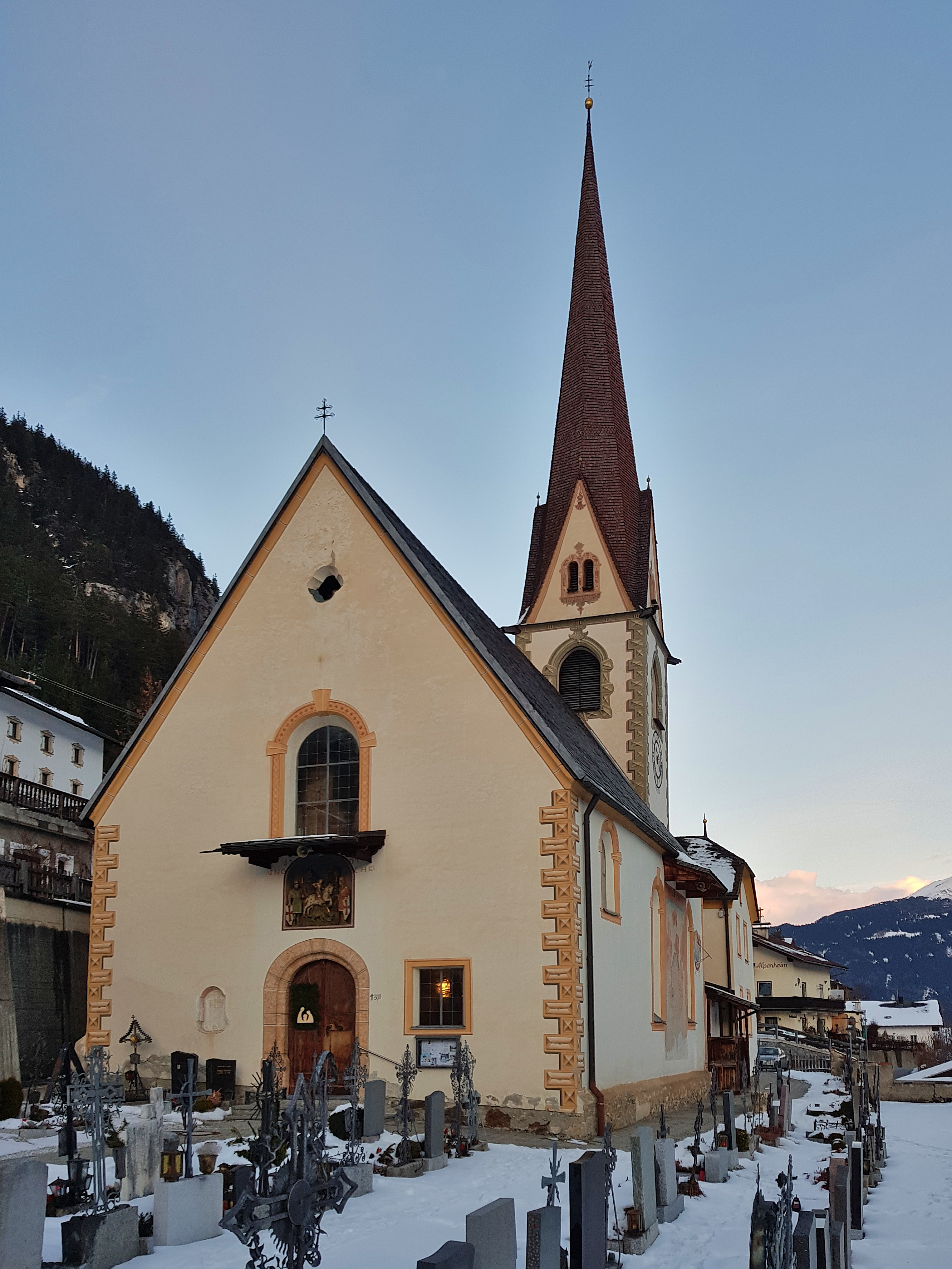
Pfarrkirche hl. Georg von Südwesten

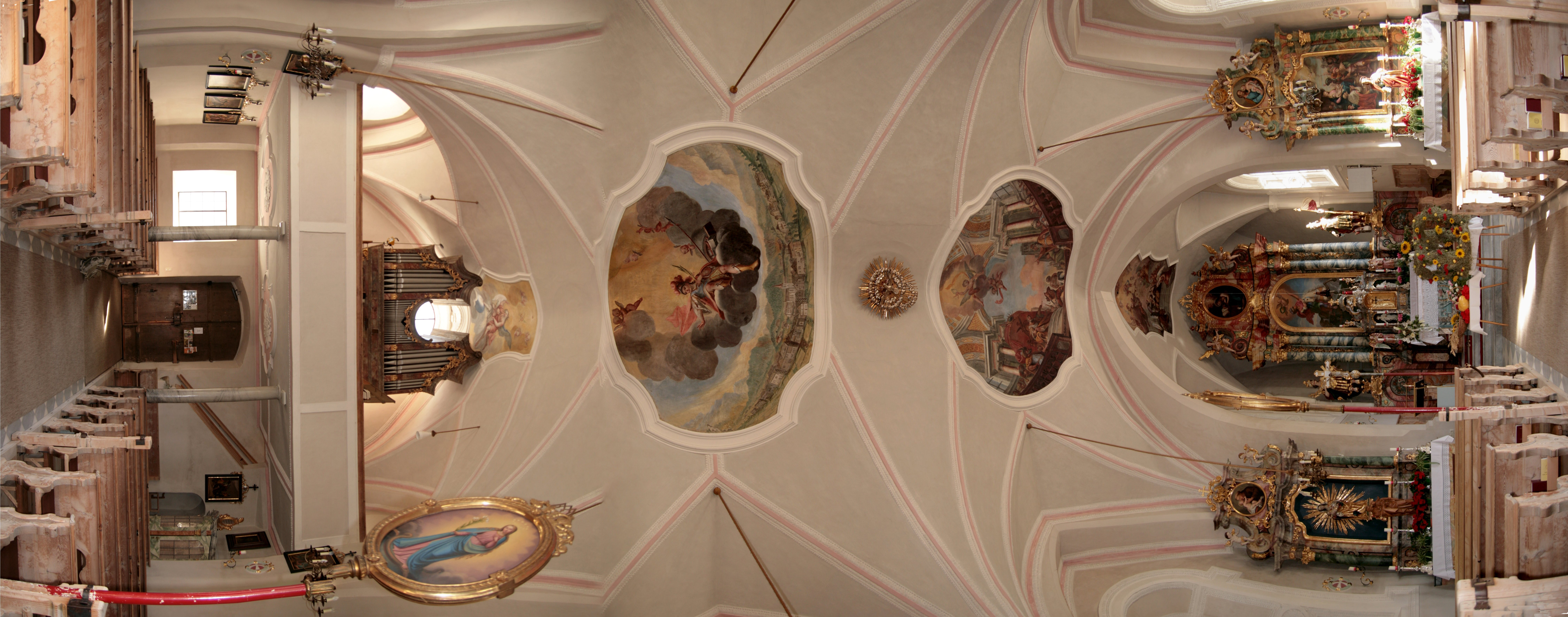
Gewölbe von der Empore zum Chor

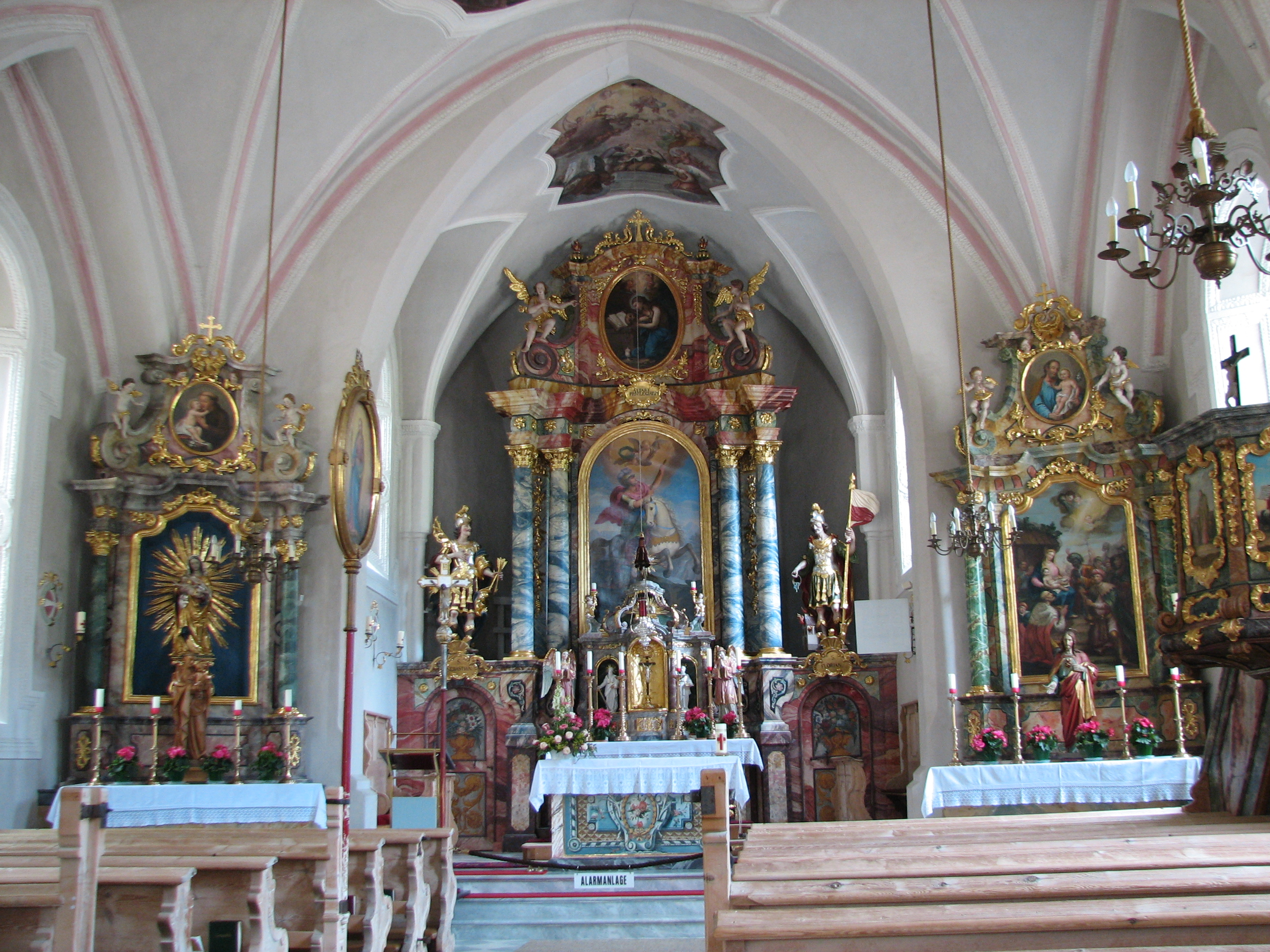
Langhaus, Blick zum Chor

Die Pfarrkirche Trins steht nördlich der Straße am Hang in der Gemeinde Trins im Bezirk Innsbruck-Land in Bundesland Tirol. Die dem Patrozinium hl. Georg unterstellte römisch-katholische Pfarrkirche gehört zum Dekanat Matrei am Brenner in der Diözese Innsbruck. Die Kirche steht unter Denkmalschutz (Listeneintrag).

## Geschichte
Urkundlich wurde 1359 eine Kirche genannt. Die heutige Kirche wurde im Ende des 15. Jahrhunderts erbaut und 1494 geweiht. Im 17. Jahrhundert wurde die Kirche barockisiert. 1835 wurde die Kirche umgebaut und erweitert. 1941 war eine Restaurierung.

## Architektur
Die spätgotische Dorfkirche mit einem kurzen massiven Ostturm ist von einem Friedhof umgeben.
An das einfache Langhaus unter einem steilen Satteldach schließt ein eingezogener Chor mit einem Dreiseitschluss an, daran anschließend steht der Ostturm mit rundbogigen Schallfenstern als Zwillingsfenster, der Turm trägt einen durch Gesimse abgesetzten Giebelspitzhelm. Südlich ist eine zweigeschoßige Sakristei angebaut. Die Westfront mit einem rundbogigen gekehlten Portal hat Rundbogenfenster und im Giebel eine Vierpassluke, über dem Portal steht in einer Nische ein polychromes Holzrelief hl. Georg flankiert von zwei schildtragenden Georgsrittern aus dem Anfang des 16. Jahrhunderts. Die Südfassade zeigt ein Fresko hl. Christoph aus dem 16. Jahrhundert und eine Sonnenuhr aus 1753.
Das Kircheninnere unter Stichkappengewölben auf Wandpfeilern mit halbrunden Diensten zeigt ein zweijochiges Langhaus, der abgefaste Triumphbogen ist spitzbogig, der Chor ist einjochig. Die Fenster sind rundbogig, die Fenster mit Sechseckverglasung aus 1941 nennen Trinser Familien. Die Stuckleisten an den Fenstern und an den Gewölbeansätzen entstanden im 17. Jahrhundert. Das rechteckige Emporenjoch beinhaltet die Westempore auf Rundsäulen, die flache Untersicht zeigt zarten Stuck.
Die Deckenfresken schuf Anton Kirchebner 1755, sie wurden 1941 durch Entfernung der Übermalung von Georg Buchauer aus dem Jahr 1890 freigelegt, sie zeigen von Osten nach Westen Lazarus spendet der hl. Maria Magdalena die Kommunion, Enthauptung des hl. Georg, hl. Georg als Schutzherr von Trins, Schutzengel.

## Ausstattung

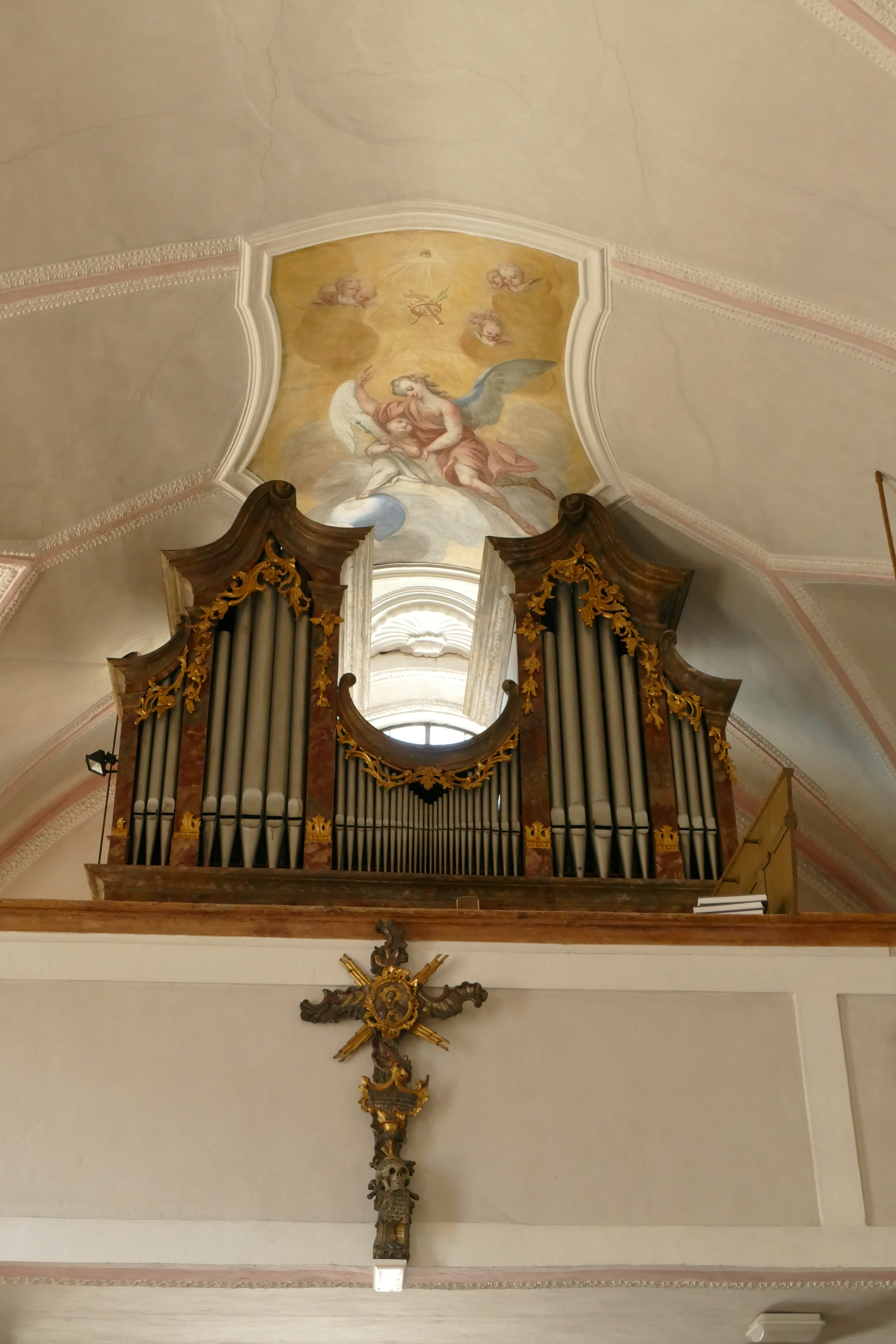
Die Orgel vom Kirchenraum aus gesehen

Die klassizistischen Altäre aus dem Ende des 18. Jahrhunderts wurden 1945 restauriert.
Die Orgel baute Franz (I.) Reinisch in der zweiten Hälfte des 19. Jahrhunderts. Eine Glocke nennt 1500. Eine Glocke nennt Peter und Gregor Löffler 1522. Eine Glocke nennt Heinrich Reinhart 1603.